# (They Long to Be) Close to You
„(They Long to Be) Close to You” – utwór wydany w 1963 roku przez amerykańskiego aktora Richarda Chamberlaina. Autorami tekstu są Burt Bacharach i Hal David.

## Cover
W 1970 roku został wydany cover utworu przez zespół The Carpenters. Przez 4 tygodnie piosenka utrzymywała się na pierwszej pozycji na liście U.S. Billboard Hot 100.

### Notowania
| Lista (1970)                  | Pozycja |
| ----------------------------- | ------- |
| U.S. Billboard Hot 100        | 1       |
| U.S. Billboard Easy Listening | 1       |
| Record World                  | 1       |
| Canadian Singles Chart        | 1       |